# Margistrombus marginatus
Margistrombus marginatus is een slakkensoort uit de familie Strombidae. De wetenschappelijke naam is gepubliceerd in 1758 door Linnaeus in de tiende editie van Systema naturae.